# جوایز ویدئو موسیقی ام‌تی‌وی ژاپن
جوایز ویدئو موسیقی ام‌تی‌وی ژاپن (به اختصار MTV VMAJ) نسخه ژاپنی جایزه موزیک ویدئوی ام‌تی‌وی است.
مانند جایزه موزیک ویدئوی ام‌تی‌وی در ایالات متحده، در این رویداد هنرمندان به خاطر ترانه‌ها و ویدئوهای خود از طریق رای‌گیری آنلاین از بینندگان همان کانال، جایزه می‌گیرند. در ابتدا ژاپن بخشی از جوایز ام‌تی‌وی آسیا که شامل همه کشورهای آسیایی بود، اما به دلیل تنوع موسیقی موجود در ژاپن، در ماه مه ۲۰۰۲ برگزاری جوایز خود را به‌طور مستقل آغاز کرد.
در تاریخ ۲۵ ژوئن ۲۰۱۱، جوایز ویدئو موسیقی ام‌تی‌وی ژاپن مراسم ۲۰۱۱ را به عنوان یک رویداد خیریه برای زمین‌لرزه و سونامی ۲۰۱۱ توهوکو به ویدئو موسیقی ام‌تی‌وی کمک به ژاپن ۲۰۱۱ تغییر داد.
از سال ۲۰۱۷ برندگان توسط حساب رسمی اینستاگرام بدون نامزدهای قبلی اعلام شده‌اند.

## رده‌بندی‌های جایزه‌ها
- فیلم سال
- آلبوم سال
- بهترین فیلم مردانه
- بهترین ویدیوی زنانه
- بهترین ویدیوی گروهی
- بهترین هنرمند جدید
- بهترین ویدئو راک
- بهترین ویدئو پاپ
- بهترین ویدئو R&amp;B
- بهترین فیلم هیپ هاپ
- بهترین ویدئو رگی
- بهترین ویدئو رقص
- بهترین فیلم آلنترانتیو
- بهترین ویدئو از یک فیلم
- بهترین همکاری
- بهترین کارائوکی! ترانه
- بهترین رقص رقص

## بیشترین برد

### بیشترین برد در یک شب
| هنرمند         | سال  | تعداد جوایز | موزیک ویدیو                                                                           |
| -------------- | ---- | ----------- | ------------------------------------------------------------------------------------- |
| گن هوشینو      | ۲۰۱۷ | ۳           | "ترانه خانوادگی" (۲)، کوی                                                             |
| لیدی گاگا      | ۲۰۱۱ | ۳           | " این‌گونه زاده شده‌ام "                                                                |
| تبعید          | ۲۰۱۰ | ۳           | "Futatsu no Kuchibiru" (1)؛ Aisubeki Mirai e (1)؛ جایزه آیکون MTV (برای تبعید)        |
| تبعید          | ۲۰۰۹ | ۳           | "Ti Amo (Chapter2)" (2)؛ جایزه بهترین رقص (برای تبعید)                                |
| تبعید          | ۲۰۰۸ | ۳           | "من اعتقاد دارم" (۱)؛ عشق تبعیدی (۱)؛ "Toki no Kakera" (1)                            |
| کومی کودا      | ۲۰۰۷ | ۳           | " یوم نو اوتا " (۲)؛ بهترین هنرمند شیک در یک ویدئو (۱)                                |
| کومی کودا      | ۲۰۰۶ | ۳           | «پروانه» (۲)؛ "اعتماد به شما" (۱)                                                     |
| محدوده نارنجی  | ۲۰۰۵ | ۳           | «حنا» (۱)؛ MusiQ (1)؛ "Rocoroshon" (1)                                                |
| آیومی هاماساکی | ۲۰۰۴ | ۳           | "به خاطر تو" (۱)؛ " راهی برای گفتن نیست " (۱)؛ بهترین اجرای زنده (برای آیومی هماساکی) |
| Rip Slyme      | ۲۰۰۳ | ۳           | "کودک راکوئن" (۲)؛ "Funkastic" (1)                                                    |